# Lana del Rio
Lana del Rio è una cavalla da trotto italiana nata il 22 aprile 2005 presso l'allevamento del Rio. È una delle figlie di Varenne, il più grande cavallo trottatore di tutti i tempi, e della fattrice Urbem d’Asolo madre di diversi campioni ; Lana si è affermata in molte delle corse di trotto più importanti in Italia e in Europa. 
Ha esordito in pista a tre anni, ottenendo subito il successo a Milano, ha vinto il Derby del Trotto, la corsa più importante per un trottatore indigeno di tre anni in Italia, guidata sempre da Santo Mollo. Il suo record in gara sui 1 600 m è di 1.09.2, invece sui 2 000 m è di 1.10.6. Nel 2011 ha partecipato anche all'Amerique, non concludendo però la gara causa un'improvvisa rottura. Lana dopo un po' di riposo ritorna alle corse sulla pista di Cagnes Sur Mer stabilendo il suo record personale sul miglio di 1.09.2. Ha dato addio alle corse nel 2013, vincitrice del Derby 2008 e detentrice del record rosa di 1'09"1, passando quindi alla riproduzione. Lana è rimasta infatti gravida di un solido fighter svedese, l'importante Raja Mirchi figlio di Viking Kronos, un cavallo in piena attività.
Palmarès
- Modena - Gp Tito Giovanardi (2008)
- Milan - Gp Nazionale (2008)
- Torino - Gp Marangoni (2008)

Gp Mirafiori (2010,2011)
- Roma - Derby italiano di trotto (2008)
- Modena - Gp Giovanardi (2008)
- Roma - Gp Triossi (2009)
- Milano - Gp Better (2010)